# Бурунді
Буру́нді, офіційно Респу́бліка Буру́нді (кір. Republika y'u Burundi, фр. République du Burundi, англ. Republic of Burundi) — держава на сході Центральної Африки, яка межує на півночі з Руандою, на заході — з Демократичною Республікою Конго, на південному-сході і сході — з Танзанією, на півдні кордон проходить по озеру Танганьїка. Територія: 27,83 тис. км². Столиця — Гітега (з 16 січня 2019).

## Географія
Держава знаходиться в Східній Африці. Простяглась із півночі на південь на 241 км, а із заходу на схід на 217 км. Загальна довжина кордону — 974 км, на півночі межує з Руандою (спільний кордон — 290 км); на заході — з Демократичною Республікою Конго (233 км); на сході — з Танзанією (451 км). Виходу до моря не має. Площа країни становить 27 830 км, з яких 25 650 км доводиться на суходіл.

### Рельєф

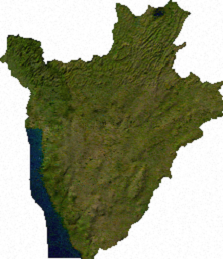
Вигляд поверхні Бурунді з космічного супутника

Держава розташована на плато, що спускається на південному заході до озера Танганьїка. На заході розташований меридіонально спрямований гірський ланцюг, що продовжується в Руанді. Середня висота центрального плато — від 1525 до 2000 м. Найвища вершина — гора Геха, розташована до південного сходу від Бужумбури, досягає 2684 метри. На південному сході й півдні країни висоти близько 1370 метрів. Смуга землі уздовж річки Рузузі до півночі від озера Танганьїка, що є частиною Східно-Африканська рифтова долина — єдина область країни нижче 915 метрів. Біля озера Танганьїка перебуває й нижча відмітка країни — 772 метра. Озеро Танганьїка й прикордонна річка, що впадає в нього Рузізі розташовані на рівнині з родючими ґрунтами. У центрі країни й на сході розташовані рівнини, оточені горами й болотами.

### Геологія
Більша частина Бурунді складена складчастими й незначно трансформованими уламковими породами мезопротерозойського Кібаранського поясу, що починається від Демократичної Республіки Конго до Танзанії і Уганди через Бурунді й Руанду. Кибаранські скелі змішані із гранітними породами й протягом 350 км є вузька зона мафічних і ультрамафічних інтрузій. У східній частині країни Кибаранський пояс обмежений неопротерозойськими водними опадами Маларагазі з базальною сумішшю, аспідним сланцем, доломітовим вапняком і лавою. На півночі озера Танганьїка країна складена відкладеннями третинного й четвертинного періодів.

#### Корисні копалини
У Бурунді є значні родовища польового шпату, каоліну, фосфору, металів платинової групи, кварциту, рідкісноземельних металів, ванадію, вапняку. У Мабаї, Канкузо, Тора-Рузібазі, Муїнге є родовища золота. У провінціях Каянза й Кірундо розробляються родовища кассатериту, колумбутотанталуту й вольфраму.
Запаси нікелю, виявлені в 1974 році, оцінені в 370 млн т (3-5 % світових запасів).

### Клімат
Клімат Бурунді в основному тропічний зі значними денними амплітудами температур. Температура також помітно варіюється залежно від висоти в різних регіонах країни.
Середня температура в центральному плато становить 20 °C, на території навколо озера Танганьїка 23 °C, на територіях найбільш високих гір 16 °C. Середня річна температура в Бужумбурі становить 23 °С.
Опади нерегулярні, найрясніші на північному заході країни. На більшій частині Бурунді середня річна кількість опадів становить 1300—1600 мм, на рівнині Рузізі й північно-східній частини країни 750—1000 мм. Виділяють чотири сезони залежно від випадання опадів: довгий сухий сезон (червень — серпень), короткий вологий сезон (вересень — листопад), короткий сухий сезон (грудень — січень) і довгий вологий сезон (лютий — травень).

### Водні ресурси

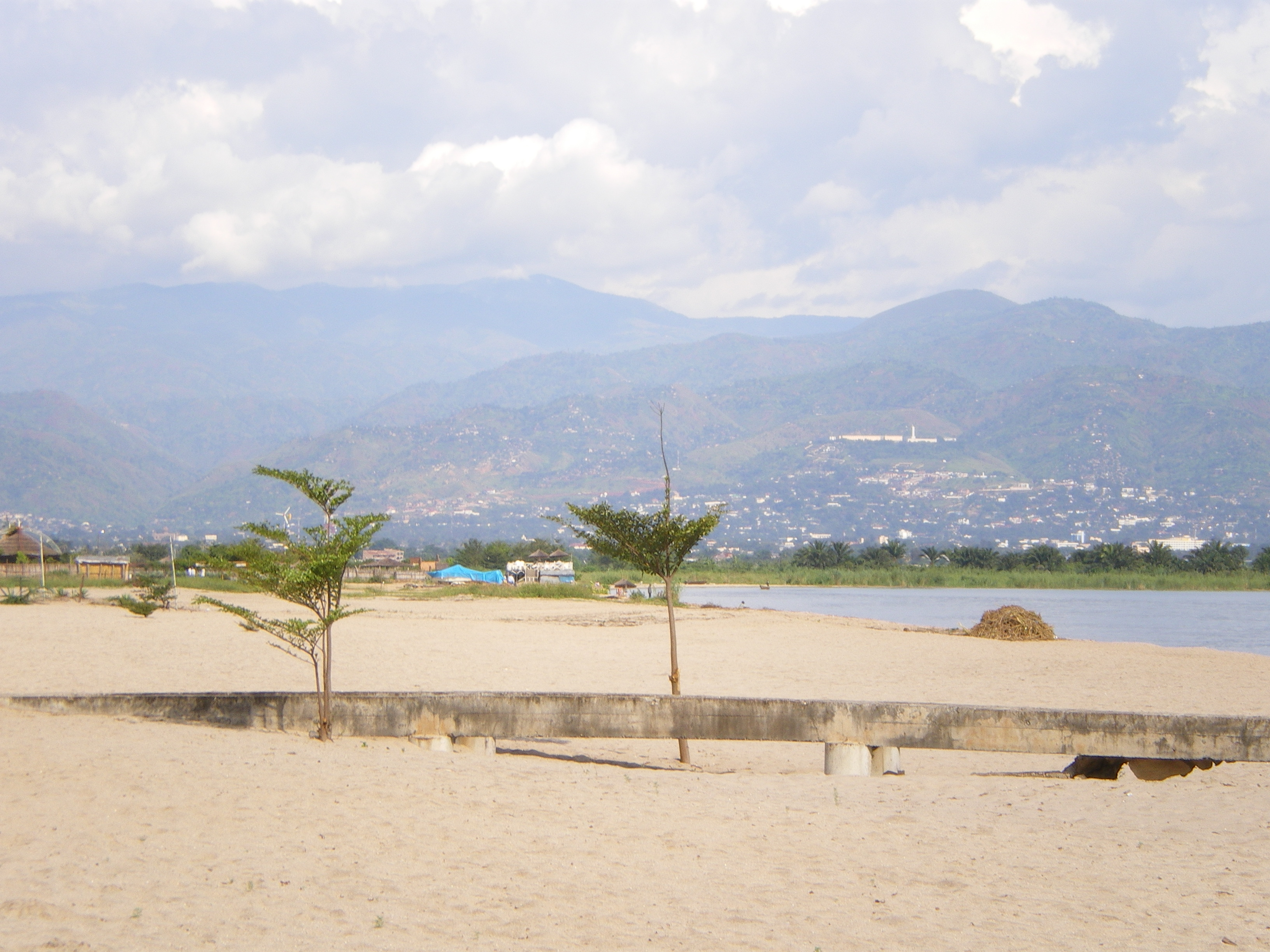
пляж на озері Танганьїка

Основні річки — Рузізі, Малагарасі й Рувуву, жодна з них не є судноплавною. Вода річок Малагарасі й Рузізі використається для зрошення в східній і західній частинах країни.
Річки утворять більшу частину границь країни. Так, Каньярі й Кагера відокремлюють Бурунді від Руанди на багатьох ділянках загальної границі, а річка Малагараси утворить більшу частину південної границі країни.
У Бурунді перебуває найвіддаленіше від гирла джерело Нілу. Хоча формально Ніл починається від озера Вікторія, до плину Нілу належить річка, що впадає в це озеро, Кагера, джерела верхнього припливу якої, річки Рувїронза, розташовані на горі Кікізі на території Бурунді.
Озеро Танганьїка, розташоване на півдні й сході країни, розділене між Бурунді, Танзанією й Демократичною Республікою Конго. На північному сході країни перебувають озера Кохохо й Ругверо.

### Ґрунти й рослинність

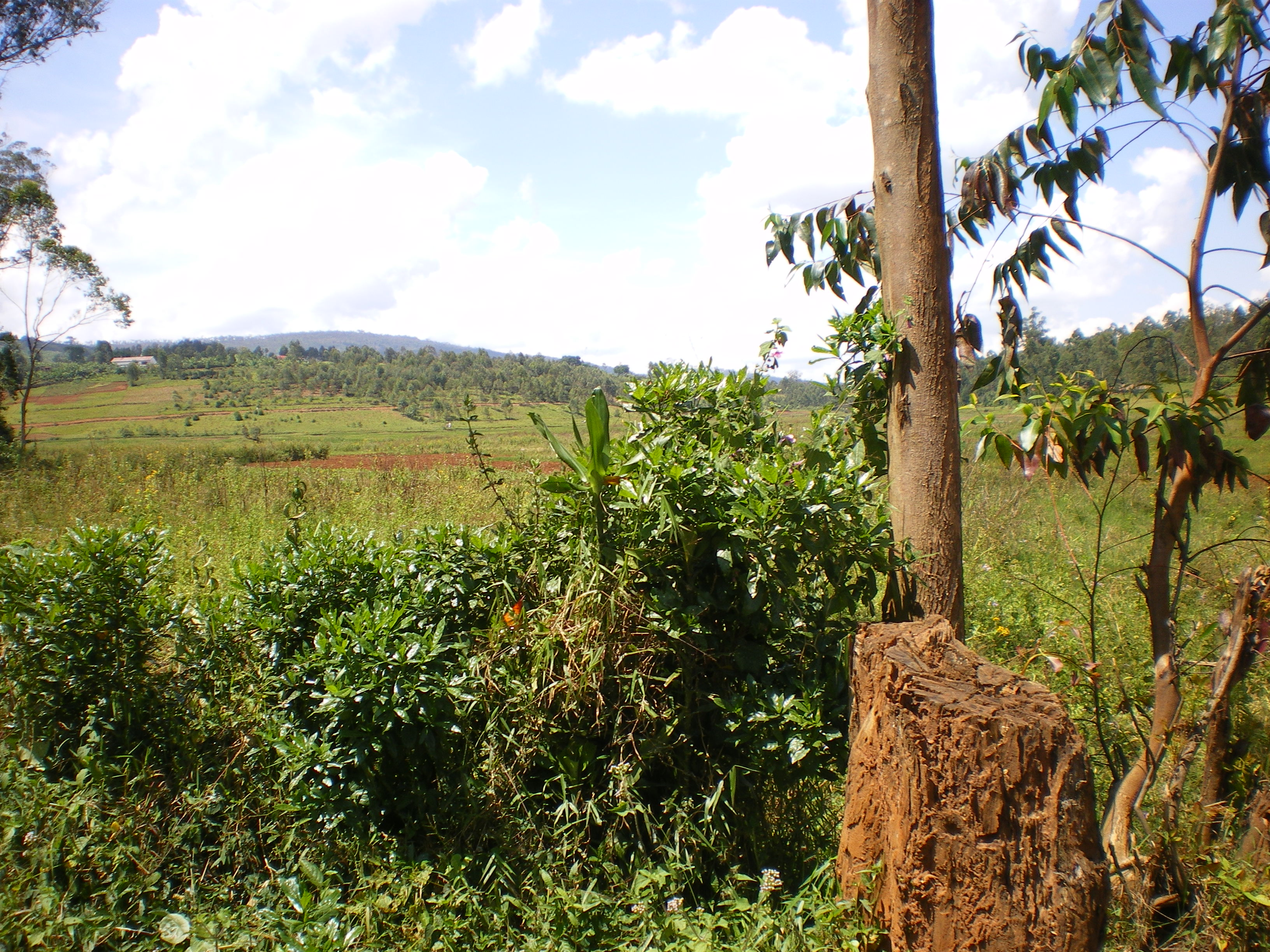
Рослинність в Каянзі

У країні в основному переважають світлі ґрунти, що формують тонкий шар гумусу над латеритовими (багатими залізом) субґрунтами. Найкращі ґрунти утворені алювієм, але вони обмежені долинами великих річок. Серйозною проблемою є ерозія ґрунту, пов'язана з ухилами поверхні й опадами, а також розвитком сільського господарства.
Бурунді в основному сільськогосподарська пасовищна країна, у результаті чого має місце вирубка лісів, ерозія ґрунтів і руйнування традиційних середовищ перебування. Лісу через перенаселеність Бурунді вирубані майже на всій території країни, за винятком близько 600 км?. Площа лісів щорічно скорочується на 9 %. Серед лісів, що залишилися, переважають евкаліпт, акація, інжир і олійна пальма. Більша частина країни покрита саванною рослинністю.

### Тваринний світ
Фауна Бурунді була багатою до розвитку сільського господарства. У цій час у країні зустрічаються слони, гіпопотами, крокодили, дикі кабани, леви, антилопи, шерстокрили.
У країні багата орнітофауна. Найпоширеніші вінценосні журавлі, цесарки, куріпки, качки, гусаки, перепілки, бекаси. 451 вид птахів виводять пташенят на території країни. У зв'язку з ростом населення популяції багатьох видів скорочуються або зникають.
В озері Танганьїка водиться велику кількість риби, у тому числі нільський окунь, прісноводні сардини. Більше 130 видів риб, які водяться в Танганьїці, є ендеміками.

### Охорона природи
У Бурунді є два національні парки:
- Національний парк Кібіра (площа 37 870 га) розташований на північному заході країни, прилягає до Лісового національного парку Ньюнгве в Руанді. Офіційно перебуває під захистом з 1933 року, зберігає невеликий регіон гірських тропічних лісів, які займають 96 % площі парку. Переважними видами рослин є Symphonia globulifera, Newtonia buchananii, Albizia gummifera і Entandrophragma excelsum. Є також території, зайняті гористими болотами й бамбуком Arundinaria alpine[12].
- Національний парк Рувубу (площа 43 630 га) розташований на північному сході Бурунді уздовж однойменної річки. Створений в 1980 році. Долина річки Рувубу утворює кілька меандрів, оточених болотною рослинністю, лісами й саванами[13].

## Історія

### Древній період
Древня й середньовічна історія Бурунді вивчена погано. Першими жителями, які населяли даний регіон, були пігмеї Тва, яких витиснули приблизно в 1000 році н. е. хлібороби хуту. В XV—XVI століттях сюди прийшли кочівники-скотарі тутсі.
В XVII столітті на території сучасного Бурунді зародилося незалежне феодальне королівство Бурунді. Перший відомий мвамі (король) Нтаре I об'єднав існуючі на цій території розрізнені держави й створив єдине королівство. У роки правління Нтаре II відбувається розквіт королівства. У ході численних воєн із сусідами Нтаре II розширив територію свого королівства майже до сучасних границь. З кінця XIX століття до початку XX століття в державі відбуваються міжусобні війни.

### Колоніальний період
Першим європейцем, що відвідав територію сучасного Бурунді, став Джон Ханніг Спік, що подорожував з Річардом Бертоном у районі озера Танганьїка в 1858 році. Вони обігнули північний край озера в пошуках джерела Нілу. В 1871 році Генрі Мортон Стенлі і Давид Лівінгстон дісталися до Бужумбури й досліджували район Рузізі. Після Берлінської конференції 1884–1885 років німецька зона впливу в Східній Африці була розширена до території сучасних Руанди й Бурунді. В 1894 році німецький граф фон Гетзен виявив озеро Ківу. Через чотири роки територію сучасного Бурунді відвідали перші місіонери.
У 1890-х роках Бурунді стала німецькою колонією, а після Першої світової війни перейшла до Бельгії. Цей регіон розглядався колонізаторами як єдина держава Руанда-Урунді. З 1925 року Руанда-Урунді стала частиною Бельгійського Конго, але якщо Конго управлялося винятково Брюсселем, то в Руанді-Урунді влада залишалася за аристократією тутсі. Протягом 1950-х років бельгійський уряд, незважаючи на міжнародний тиск відмовлялося надавати незалежність своїм колоніям. Однак обстановка в колоніях стала виходити з-під контролю й в 1959 році почалася підготовка до надання незалежності Конго й Руанда-Урунді. В 1961 році на виборах, що відбулися в Бурунді, всупереч бажанню колоніальної адміністрації, перемогла партія УПРОНА, що набрала 80 % голосів і одержала 58 з 64 місць у законодавчому органі. Принц Рвагосоре був призначений прем'єр-міністром, але 13 жовтня він був убитий агентами з опозиційної Демократичної партії Кретьєн. Його смерть зруйнувала згуртованість хуту й тутсі, заради якої він боровся довгі роки.

### Сучасна історія
1 липня 1962 року була проголошена незалежність Королівства Бурунді. З моменту одержання незалежності влада в країні виявилася в руках тутсі, які були етнічною меншістю в новій державі. Мвамі (король) Мвамбутса IV за підтримкою правлячої партії Союз за національний прогрес (УПРОНА) установив у країні авторитарний режим. З перших років одержання незалежності уряд УПРОНА відмовлялося надавати хуту рівні з ними права. Така політика розпалювала міжетнічні суперечки в країні.
У жовтні 1965 року хуту почали невдалу спробу військового перевороту, що закінчилися арештами і стратами представників цієї етнічної групи. Тоді ж почалися серйозні розбіжності серед керівників тутсі. Через рік після того, як був подавлений заколот хуту, 8 липня 1966 року принц Шарль Ндізіє, за підтримкою армії на чолі з полковником Мішелем Мичомберо, скинув свого батька й вступив на трон під ім'ям Нтаре V. У листопаді в ході чергового військового перевороту він був скинутий полковником Мичомберо, що проголосив Бурунді республікою, а себе першим президентом країни. Однак монархісти-тутсі не залишали спроб повернутися до влади, і в 1972 році вони почали невдалу спробу скинути режим Мичомберо, що закінчилися масовими вбивствами (у ході придушення повстання загинув колишній король Нтаре V).
Надалі країна пережила ще кілька спроб перевороту, у ході яких у країні встановлювалася військова диктатура. В 1987 році до влади прийшов майор П'єр Буйоя, у роки правління якого почалися серйозні етнічні зіткнення між тутсі й хуту. На що 1 червня 1993 року на перших в історії країни демократичних президентських виборах главою держави став представник хуту Ндадайе Мельхіор, що незабаром був скинутий і вбитий військовими тутсі. У країні почалася Громадянська війна в Бурунді. Однак незабаром настала невелика тиша, і в 1994 році Національні збори обрали нового президента — Нтарьяміра Сіпрієн, загибель якого викликала нову хвилю міжетнічних зіткнень. На тлі цих безладів у липні 1996 року відбувся новий військовий переворот і до влади прийшов тутсі майор Буйоя П'єр. ООН і ОАЄ засудили новий військовий режим і ввели проти Бурунді ряд економічних санкцій.
Після декількох років громадянської війни і міжетнічних конфліктів у Бурунді встановився відносний спокій, в основному завдяки міжнародній присутності в країні. Президент Домітьєн Ндаїзейє і лідер етнічного угруповання хуту Агатон Реваса підписали договір про припинення насильства за підсумками переговорів в Танзанії.

## Політична система
Бурунді за формою правління є президентською республікою, глава держави — президент. Державний устрій — унітарна держава.

### Конституція
Перша конституція Бурунді була прийнята в 1981 році. Відповідно до неї главою держави й уряду був президент, що обирається на п'ятирічний строк на прямих загальних виборах. У конституції втримувалося положення, відповідно до якої кандидатом на пост президента міг бути тільки лідер єдиної законної партії країни — Союзу за національний прогрес (УПРОНА), де переважну роль займали тутсі.Із прийняттям в 1992 році нової конституції в країні дозволили багатопартійність, а президент став обиратися загальним голосуванням. У цей час у країні діє конституція, прийнята на референдумі в лютому 2005 року.
Виконавча влада зосереджена в руках Президента, що за конституцією є главою держави й уряду. Обирається прямим голосуванням строком на 5 років не більше двох строків. Він також є головнокомандувачем армії, гарантом національної єдності. Глава держави П'єр Нкурунзіза обраний на цей пост голосуванням парламенту відповідно до перехідної конституції, прийнятої в лютому 2005 року та перебув на посаді до своєї смерті 8 червня 2020 року.
Президентові у виконанні повноважень асистують два віце-президенти, один із яких координує політичну й адміністративну, а другий — економічну й соціальну сфери. Обоє віце-президента призначаються главою держави після наради з Національною Асамблеєю. У формуванні Ради міністрів відіграє роль етнічний склад, що визначається квотами для хуту (60 %) і тутсі (40 %).

### Парламент
Законодавча влада представлена двопалатним парламентом, що складається з Національної Асамблеї (фр. L'Assemblee Nationale) і Сенату. Національна Асамблея складається мінімум з 100 членів, що обирають строком на 5 років. При її формуванні враховується етнічний (60 % хуту й 40 % тутсі) і статевий (30 % жінки) принципи. Національна незалежна виборча комісія призначає також додаткових членів для подання інтересів етнічних меншостей.
Сенат складається з 49 членів, 34 з яких обираються непрямим голосуванням на строк 5 років, що залишилися місця розподіляються між етнічними меншостями й колишніми главами держави.
Законодавчі функції парламенту обмежені конституцією. Президент після наради з конституційним судом може прийняти указ, що має силу вище закону.

#### Політичні партії
Найбільші політичні партії країни:
- Партія єдності і національного прогресу (УПРОНА), заснована в 1959 році;
- Фронт за демократію в Бурунді, заснована в 1986 році.

До незалежності було зареєстровано більше 23 політичних партій, з яких лише 2 значно впливали на життя країни — Національна партія прогресу і єдності (УПРОНА), заснована принцом Луїсом Рвагасоре, і Народна партія (НП), партія хуту. Однак УПРОНА, що контролювала 58 з 64 місць у Національній Асамблеї, була піддана внутрішнім конфліктам, що базувалися в основному на національному ґрунті. Тому НП злилася в парламенті із крилом хуту партії УПРОНА, утворивши так називану групу Монровія, а крило тутсі утворила групу Касабланка.
У 1966 році президент Мікомберо заборонив всі партії крім УПРОНА. 1 листопада 1979 році після зсуву Мікомберо в результаті перевороту було оголошено про розпуск УПРОНА, однак уже в 1979 році партія знову брала участь у державному керуванні, а по Конституції 1981 року була єдиною легальною політичною організацією країни.
Президентські й парламентські вибори 1993 року призвели до поразки партії УПРОНА, коли 72 % голосів завоювала партія президента Ндадайє Демократичний фронт Бурунді (ФРОДЕБУ). У 1990-х роках виникли нові партії такі, як Бурундійський африканський альянс порятунку (АБАСА), Об'єднання за демократію й економічний і соціальний розвиток (РАДДЕС), Народна партія згоди. Також функціонували невеликі повстанські організації з політичним впливом, наприклад, Палипехуту — Сили національного звільнення й Національна рада захисту демократії — Сили захисту демократії.
У цей час найбільш значущими партіями є ФРОДЕБУ, Національна рада захисту демократії — Фронт захисту демократії, УПРОНА.

### Судова система
На найнижчому рівні дрібні суперечки зважуються на основі звичаєвого права «судами пагорбів» (кір. intahe yo ku mugina), які складаються зі старійшин (кір. abashingantahe) та інших членів, що обирають,.
На рівні комун діють магістратські суди за місцем проживання (фр. Tribunal de Residence), а на рівні провінцій — суди високої інстанції (фр. Tribunaux de Grande Instance), рішення яких можуть бути оскаржені в трьох апеляційних судах, розташованих у Бужумбурі, Нгозі й Гітеге.
Судом вищої інстанції по цивільних і кримінальних справах є Верховний суд (фр. La Cour supreme). У країні також діє Конституційний суд (фр. La Cour Constitutionnelle), що розглядає справи, пов'язані із тлумаченням конституції, а також порушеннями прав людини.

### Зовнішня політика
18 вересня 1962 року Бурунді було прийнято в ООН, є членом економічної комісії для Африки і практично всіх нерегіональних спеціалізованих агентств. Також є членом африканського банку розвитку, Африканського союзу, Групи-77 і інших міжнародних організацій. 18 лютого 2020 р. в Бужумбурі та 27 березня в Москві міністрами закордонних справ РФ С. В. Лавровим та Респу́бліки Буру́нді Нібигірой було підписано Спільну заяву про не розміщення першими зброї в космосі (НПЗК).https://www.mid.ru/foreign_policy/news/-/asset_publisher/cKNonkJE02Bw/content/id/4094131

#### Українсько-бурундійські відносини
Уряд Бурунді офіційно визнав незалежність України 6 січня 1992 року, дипломатичні відносини з Україною встановлено 26 лютого 1992 року. Дипломатичних і консульських представництв в Україні не створено, найближче посольство Бурунді, що відає справами щодо України, знаходиться в Москві (Росія). Справами України в Бурунді відає українське посольство в Кенії.

### Державна символіка
Державний прапор
Державний герб
Державний гімн

## Адміністративно-територіальній поділ
З 2023 року, після адміністративної реформи, країна поділяється на 5 провінцій:
| Провінції   | Площа, км² | Населення, осіб (2024) | Центр     | Комуни |
| ----------- | ---------- | ---------------------- | --------- | ------ |
| Бухумуза    | 5931       | 2052261                | Канкузо   | 7      |
| Бужумбура   | 3937       | 3353555                | Бужумбура | 11     |
| Бурунга     | 6206       | 2118551                | Макамба   | 7      |
| Бутаньєрера | 4480       | 2530206                | Нгозі     | 8      |
| Гітега      | 4546       | 2278215                | Гітега    | 9      |

## Збройні сили
Чисельність збройних сил у 2000 році складала 45,5 тис. військовослужбовців і 5 тис. жандармів. Загальні витрати на армію становили 62 млн доларів США (5,9 % ВВП країни).

## Економіка
Бурунді — відстала аграрна держава.  Валовий внутрішній продукт (ВВП) у 2006 році склав 5,7 млрд доларів США (150-е місце в світі); що у перерахунку на одну особу становить 700 доларів (187-е місце в світі). Промисловість разом із будівництвом становить 21 % ВВП держави; аграрне виробництво разом з лісовим господарством і рибальством — 45 %; сфера обслуговування — 34 % (станом на 2006 рік). Бурунді — одна з найбідніших країн у світі, де понад половину населення живе нижче межі бідності. Країна залежить від міжнародної економічної допомоги й тому має значну зовнішню заборгованість.
Економічно активне населення (2003): 3,5 млн чоловік (49,2 %). Зайнятість активного населення у господарстві країни розподіляється наступним чином: 2,2 % — промисловість і будівництво; 93,7 % — аграрне, лісове і рибне господарства; 4,1 % — сфера обслуговування (станом на 2004 рік).
Надходження в державний бюджет Бурунді за 2006 рік склали 240 млн доларів США, а витрати — 297 млн; дефіцит становив 19 %.
Слабкі сторони бурундійської економіки: жорсткі регіональні санкції після путчу 1996 року. Перевага сільського господарства над промисловістю, висока народжуваність, військові руйнування, відсутність перспектив політичної стабільності.

### Валюта
Національною валютою країни слугує бурундійський франк (BIF), що був уведений в обіг 19 травня 1964 року, коли банкноти Банку Емісії Руанди й Бурунді номіналами 5, 10, 20, 50, 100, 500 і 1000 франків були передруковані Банком Королівства Бурунді для обігу в країні.
В 1966 році банкноти номіналом від 20 франків і вище були передруковані Банком Республіки Бурунді з метою замінити на них слово «Королівство» на «Республіку». В 1968 році банкноти номіналом 10 франків були замінені монетами. У 2001 році була уведена банкнота 2000 франків, в 2004 році — 10 000 франків.

### Промисловість
Головними галузями промисловості виступають: харчова, гірнича і текстильна. Промисловість розвинена слабко. Харчові й текстильні підприємства, а також по виробництву будівельних матеріалів і пальмової олії в основному належать європейцям.
Серйозний збиток економіці нанесли постійні міжплемінні конфлікти й погроза громадянської війни. Промисловість країни тривалий час перебувала в занепаді під впливом громадянської війни. Підприємства почали відновлюватися в 1998 році, коли були підвищені обсяги виробництва цукру, молока, фарб, мила, пляшок, фармацевтики й текстилю, були реконструйовані ряд провідних фабрик країни, а також були відновлені проекти по видобутку нікелю і золота.
Більшість промислових підприємств розташовані в Бужумбурі й включають виробництва по переробці бавовни, кави, олії й деревини, а також невеликі виробництва напоїв, мила, взуття, інсектицидів, будівельних матеріалів, меблів та ін.
У країні добувається колумбіто-танталітова руда, нікель, золото, каолін, олово і вольфрам для експорту й вапняк, торф, гравій — для внутрішніх потреб.

### Гірнича промисловість
Такі ресурси як олов'яна руда, бастнезит, вольфрам, колумбітотанталіт, золото і торф добувають у невеликій кількості. У невеликому об'ємі відбувається видобуток покладів нікелю і урану; наявні запаси платини дотепер не експлуатуються.

### Енергетика
За 2004 рік було вироблено 137 млн кВт/год електроенергії; загальний обсяг спожитої — 157 млн кВт/год (імпортовано 30 млн кВт/год).
У 2004 році споживання нафти склало 3,1 тис. барелів на добу (уся імпортується з Кенії і Танзанії), природний газ не використовується для господарських потреб. Основним видом палива (94 %) слугують деревина та торф.

### Агровиробництво

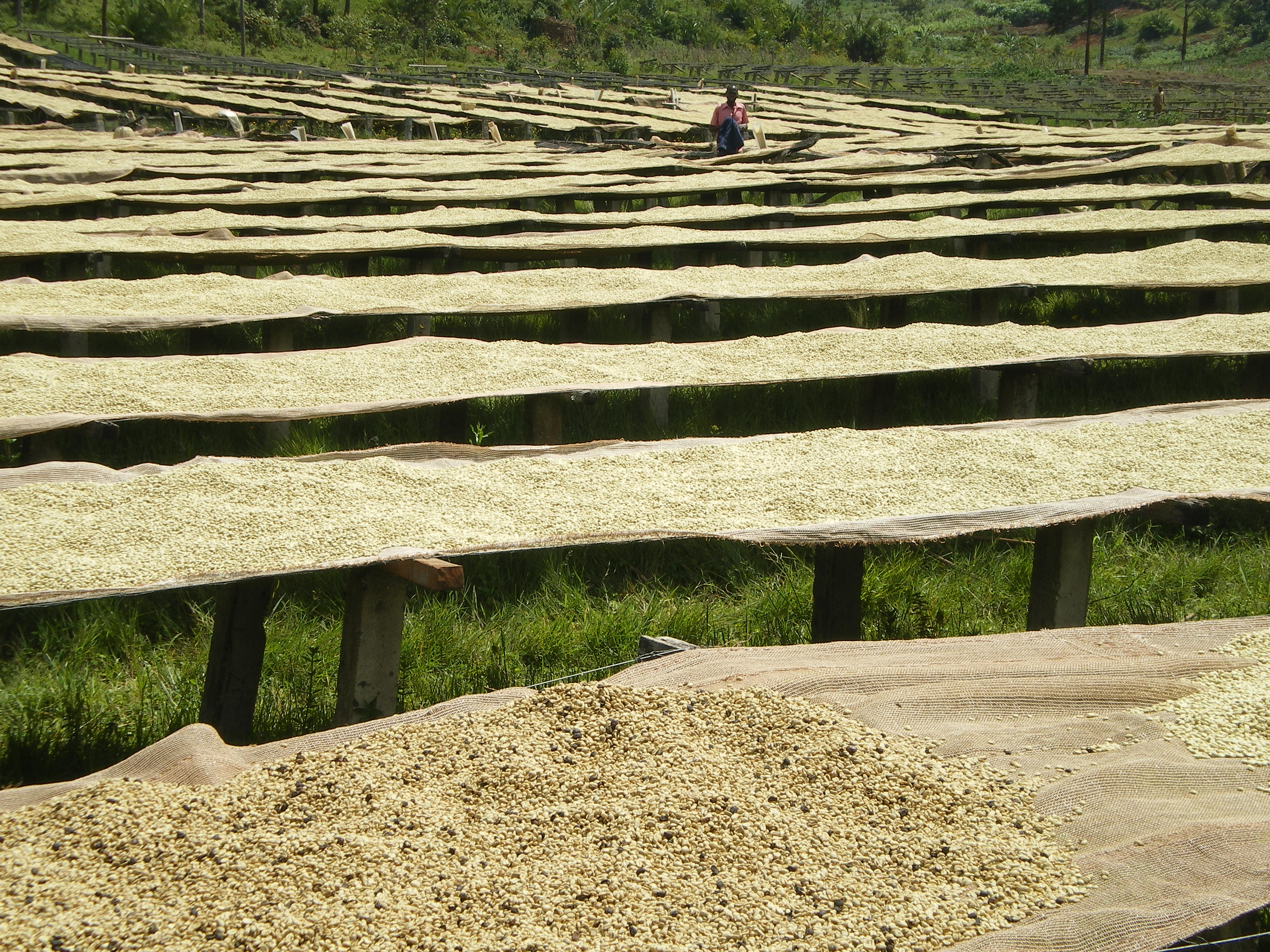
Збір врожаю в Каянзі

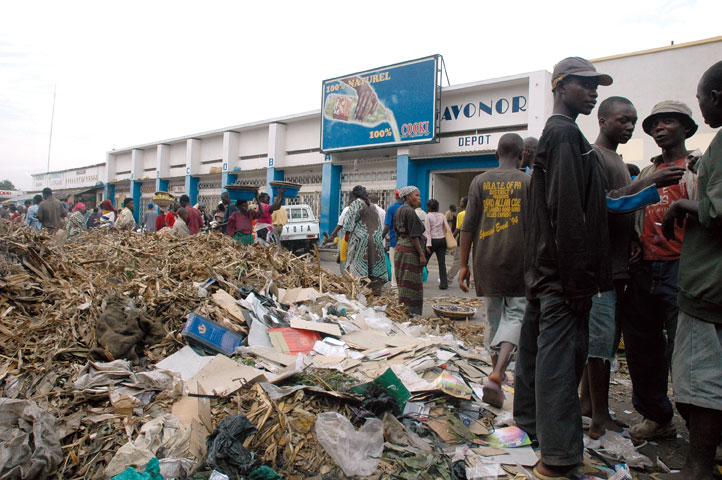
Базар у Бужумбурі

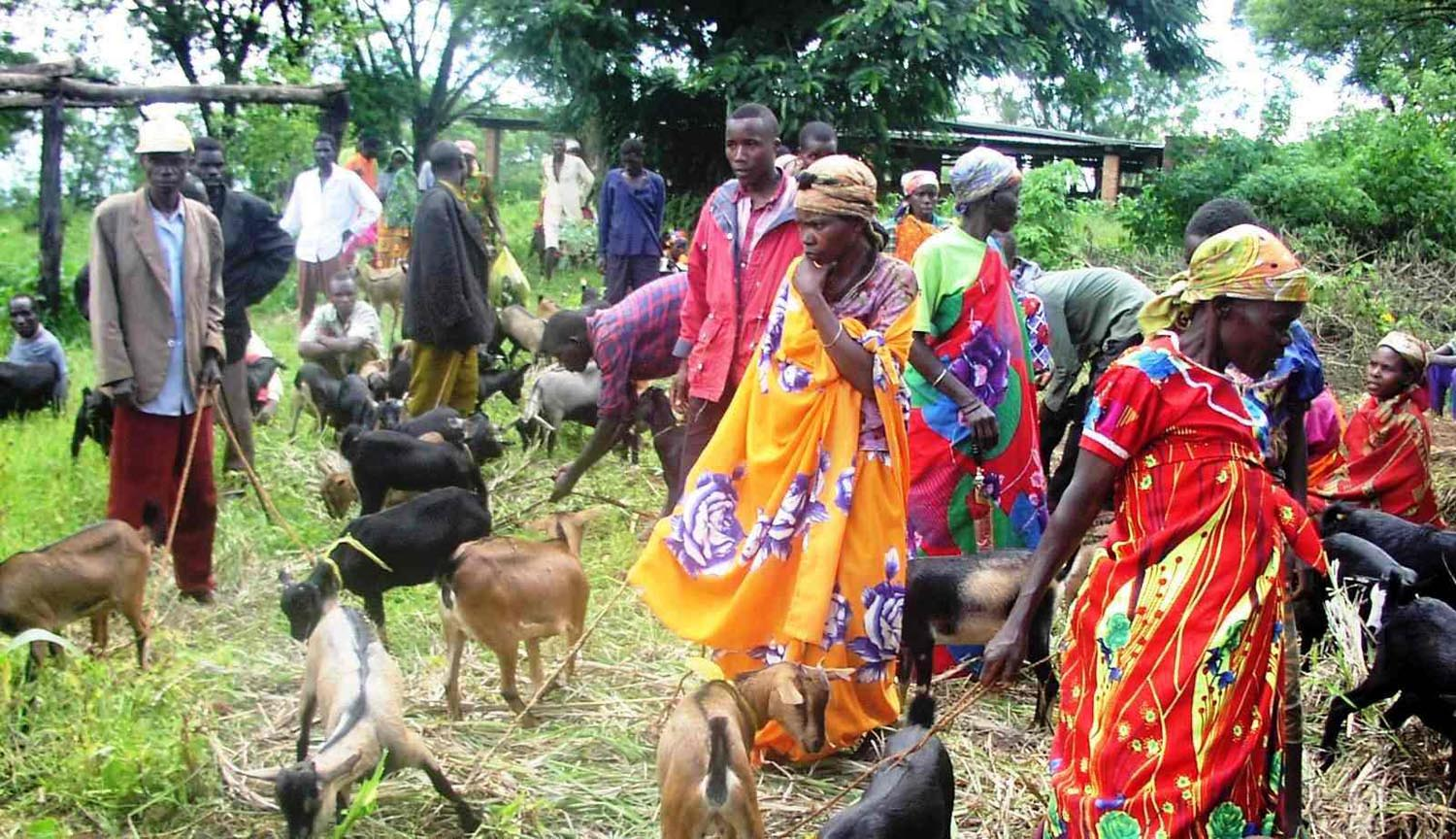
Поголів'я кіз у Бурунді становить 750 тис.

У сільськогосподарському обробітку знаходиться 43 % площі держави, загальна площа орних земель становить 1,1 млн га (43 % загальної площі), з яких 74 тис. га є зрошуваними. Сільське господарство забезпечує 33,5 % ВВП країни (2005). У цій галузі задіяно понад 90 % населення країни.
Кава і чай є основними експортними продуктами: у 2001 році експорт кави становив 54 % всього експорту, у 2006 році — 67,7 %. Уряд країни регулює цінову й торговельну політику щодо кави, всі контракти на експорт кави мають обов'язково затверджуватися. З метою диверсифікації експорту державна підтримка надається також і виробництву бавовни.
Основні продукти внутрішнього споживання: маніок, квасоля, банани, солодка картопля, зернові культури й сорго. На плантаціях, розташованих уздовж берега озера Танганьїка, одержують пальмову олію. У гористих районах вирощують тютюн і пшеницю.
Головні сільськогосподарські культури (обсяги виробництва станом на 2005 рік): банани 1600 тис. тонн, солодка картопля 835 тис. тонн, маніок 710 тис. тонн, квасоля 220 тис. тонн, кукурудза 123 тис. тонн, сорго 67 947 тис. тонн, рис 67 947 тис. тонн, таро 62 тис. тонн, горох 33 500 тис. тонн, кава 7,8 тис. тонн, чай 7,5 тис. тонн, бавовна 4,6 тис. тонн, арахіс. З усіх вирощуваних культур більша частина залишається на внутрішньому ринку Бурунді.
У тваринницькому секторі розводять велику рогату худобу, вівці. Традиційно соціальний стан у Бурунді залежав від кількості худоби в господарстві. У зв'язку із цим і поганими санітарними умовами в країні нагромадилася велика кількість худоби з низькими показниками продуктивності. Приміром, кожна корова приносить у середньому тільки 350 кг молока на рік (17 % середнього світового рівня).
Поголів'я кіз становить 750 тис., великої рогатої худоби — 396 тис., овець — 243 тис. (2005), свиней — 61 тис., курей — 4 млн (1999). Виробництво молока оцінюється в 23 тис. тонн (1999). У середньому споживання м'яса становить усього 48 калорій на добу на людину (10 % середньосвітового).
В озері Танганьїка ведеться промисел риби.

### Транспорт

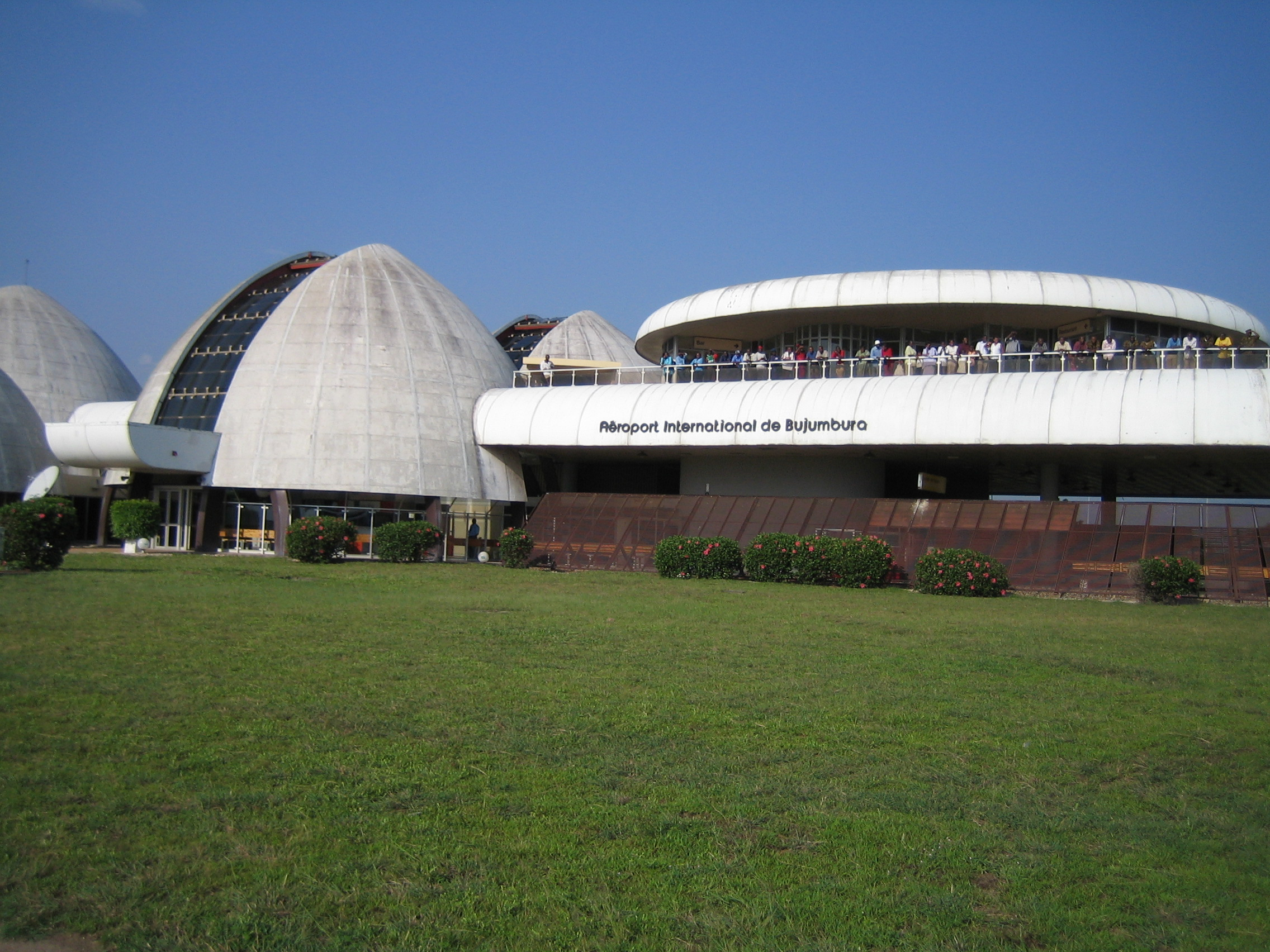
Аеропорт у Бужумбурі

Країна не має виходу до моря, а також залізниць. Загальна довжина автомобільних доріг становить 12 322 км (2004), з них лише 7 % заасфальтовано. Кількість легкових автомобілів — 19 800, вантажівок і автобусів — 14 400.
Повітряний транспорт представлений компанією «Air Burundi», що здійснює перельоти усередині країни, а також в Руанду, Танзанію і Демократичну Республіку Конго. Міжнародні авіаперельоти здійснюють також компанії «Air Zaire», «Sabena» і інші. Аеропорт у Бужумбурі — міжнародний, у рік (2005) приймає 73 072 пасажирів, відправляє 63 908 пасажирів, відвантажений вантаж — 3 093 т, завантажений — 188 т. Є також 7 дрібніших аеропортів і один аеродром для посадки вертольотів.
На 1000 жителів країни доводиться 20 стільникових і 4,1 стаціонарних телефонів (2005), 4,8 персональних комп'ютерів (2004), 7,7 користувачів мережі Інтернет (2006).

### Туризм
У 1995 році Бурунді відвідало 0,125 млн іноземних туристів, що дало прибуток у 1 млн доларів США. Незважаючи на бідність, у Бурунді є багато об'єктів, що відвідуються туристами. Це столиця Бужумбура з будинком парламенту й колишньою колоніальною адміністрацією, місто Гітега з королівським палацом. Серед природних туристичних об'єктів найпопулярнішими є водоспади Кагери, гарячі джерела Кібабі, національні парки Рузізі й Рувубу, природні резервати Макамба й Бурури, озеро Танганьїка.

### Зовнішня торгівля
Основні торговельні партнери Бурунді: Німеччина, Кенія, Бельгія, Танзанія, Нідерланди, Італія, Франція.
Держава експортує: каву — 67,7 %, чай — 17,0 %, шкіри — 2,6 %. Основні покупці: Німеччина (25 %); Бельгія (11 %); Нідерланди (8 %). У 2006 році вартість експорту склала 55,7 млн доларів США.
Держава імпортує: машинне устаткування — 21,3 %, транспортне устаткування — 15,7 %, мінеральне паливо — 13,4 %, металоконструкції — 7,2 %, фармацевтика — 6,6 %. Основні імпортери: Кенія (17 %); Танзанія (10 %); Бельгія (10 %); Італія (8 %); Франція (5 %). У 2006 році вартість імпорту склала 207,3 млн доларів США.

## Населення

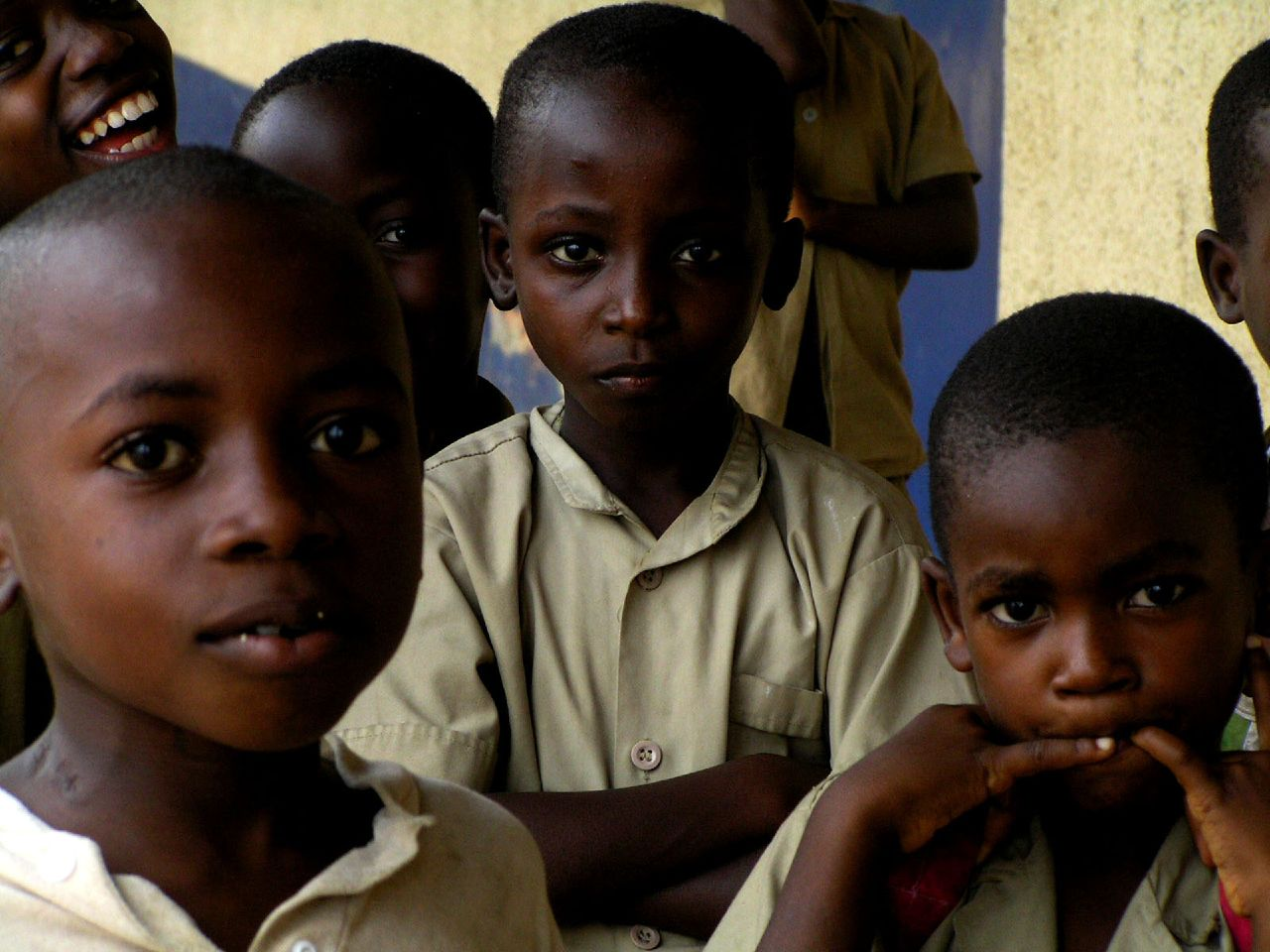
Діти в Бужумбурі

Населення держави у 2009 році становило 8,9 млн осіб (90-е місце в світі). Густота населення: 223,8 осіб/км² (34-е місце в світі). Згідно зі статистичними даними за 2006 рік народжуваність 42 ‰; смертність 13,2 ‰; природний приріст 28,8 ‰.
У статевому розрізі спостерігається перевага жінок (51,18 %) над чоловіками (48,82 %) (2005). Вікова піраміда населення виглядає наступним чином (станом на 2006 рік):
- діти віком до 14 років — 46,3 % (1,9 млн чоловіків, 1,9 млн жінок);
- дорослі (15-64 років) — 51,2 % (2,1 млн чоловіків, 2,2 млн жінок);
- особи похилого віку (65 років і старіші) — 2,6 % (0,086 млн чоловіків, 0,129 млн жінок).

Рівень міграції становить мінус 12,9 чоловік на 1000 жителів (або 80 000 що вибули) (2000).

### Урбанізація
Рівень урбанізованості в 2000 році склав лише 7 %. Головні міста держави: Бужумбура (374 тис. осіб), Муїнга (100 тис. осіб), Рухігі (46 тис. осіб).

### Етнічний склад
Головні етноси, що складають бурундійську націю: хуту — 82 %, тутсі — 14 %, пігмеї-тва — 1 %.

### Мови
Державні мови: французька і кірунді. В Бужумбурі також як мова торгівлі розповсюджене суахілі, нею розмовляють близько 6 400 чоловік. Цікаво, що мовою рунді розмовляють і хуту, і тутсі.

### Релігії

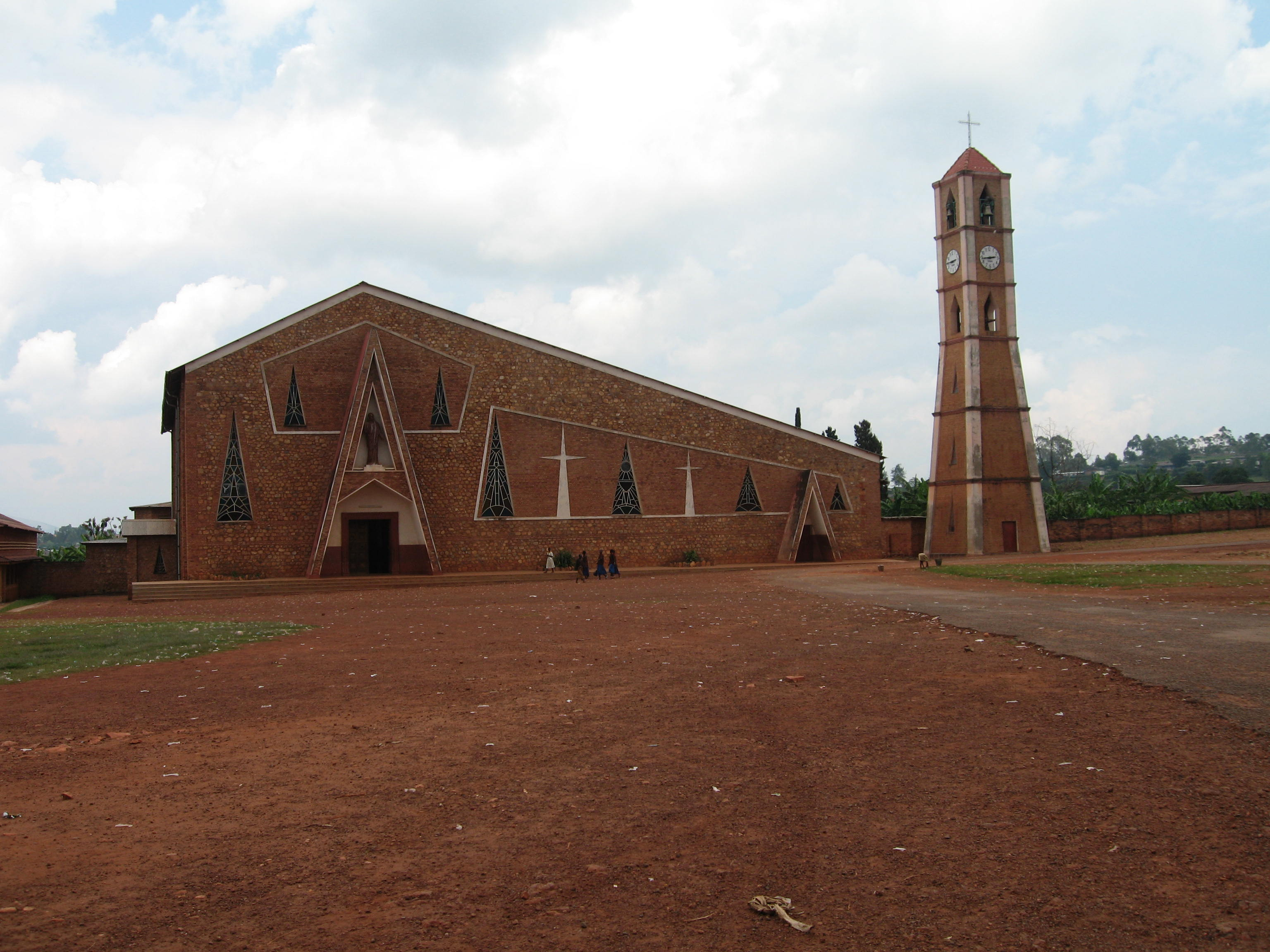
Церква у Гітеге

Головні релігії держави: католицтво — 63 % населення, протестантизм — 7 %, анімізм — 23 %, іслам — 10 %.
Уряд Жана Батіста Багаза (1976–1987) оголосив католицьку церкву як спрямовану за хуту й обмежила літургії, заборонив релігійні збори без дозволу, націоналізував католицькі школи, заборонило католицький молодіжний рух і закрив католицькі радіо й газету. В 1986 році оголошені поза законом Свідки Єгови і Адвентисти Сьомого Дня. У вересні 1987 року новий президент Бурунді П'єр Буйоя припинив всі переслідування католицької церкви. У цей час більша частина релігійних свят, оголошених офіційними, в основному, католицькі. У 2002 році Свідки Єгови й Адвентисти Сьомого Дня були знову визнані легальними місіонерськими групами, була конституційно закріплена воля віросповідання, главам більшості релігійних громад був наданий дипломатичний статус.
Традиційні вірування засновані на вірі в долю в особі Імани, що є джерелом всього життя й добра. Традиційна релігія є формою анімізму, вважається, що фізичні об'єкти мають своїх духів. Існує особлива повага до мертвих предків. У хуту їхні духи приходять зі злими намірами, у вірі тутсі — вплив предків більше м'який. Худоба також має духовну силу.

### Охорона здоров'я

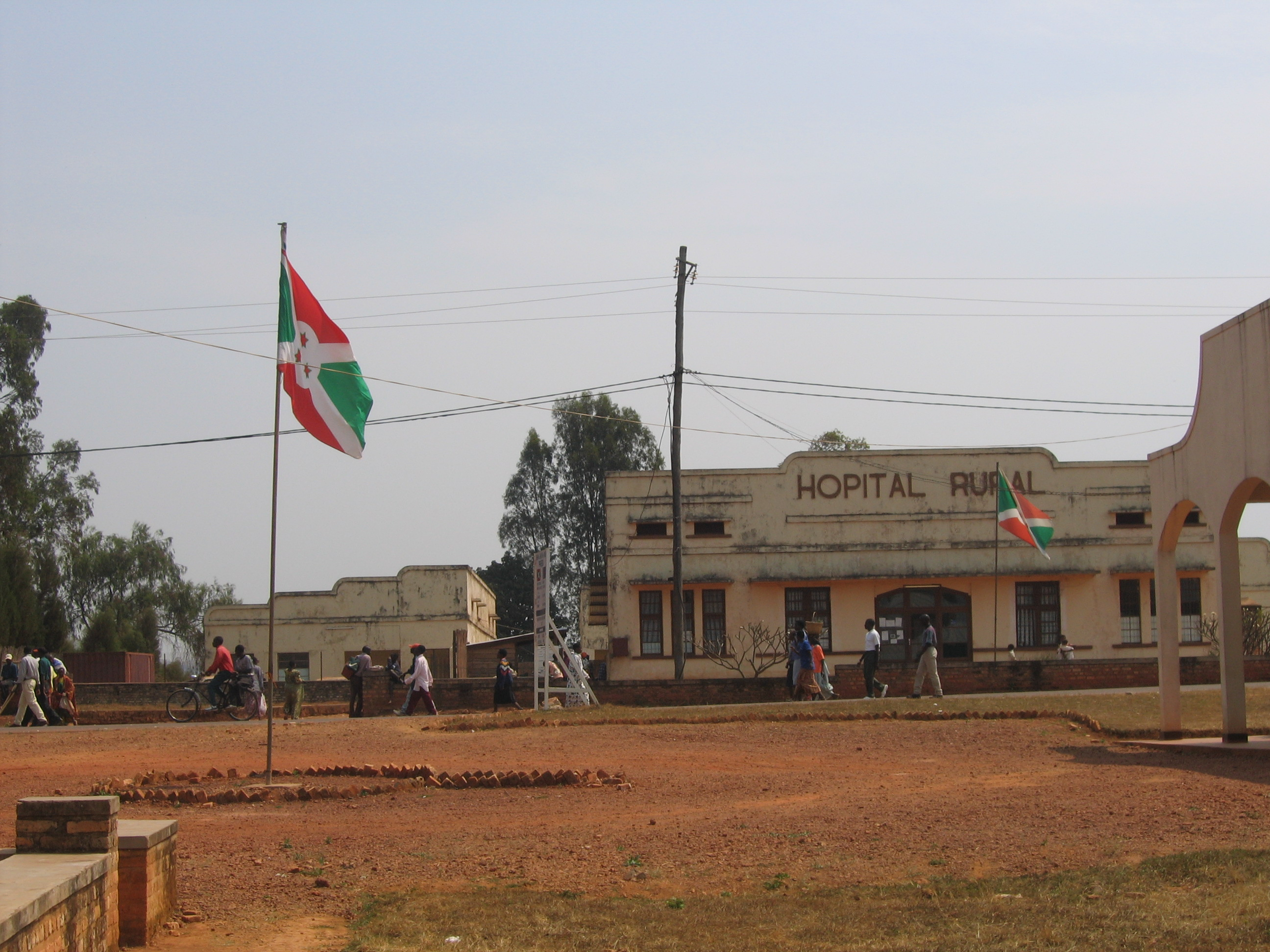
Лікарня в Руїгі

Очікувана середня тривалість життя в 2006 році становила 51,3 року: для чоловіків — 50,5 року, для жінок — 52,1 року. Смертність немовлят до 1 року становила 62 ‰ (станом на 2006 рік). Населення забезпечене місцями в стаціонарах лікарень на рівні 1 ліжко-місце на 515 жителів; лікарями — 1 лікар на 31,78 тис. жителів (станом на 1995 рік). Стан на 2004 рік тільки погіршився — 1 лікар на 37,58 тис. жителів (усього 200 лікарів), 1 лікарняне ліжко — 1657 жителів (усього 3380 ліжок). Витрати на охорону здоров'я в 1990 році склали 3,3 % від ВВП країни.
У 1993 році лише 38 % населення було забезпечено питною водою.
У країні спостерігається значна нестача кваліфікованого медичного персоналу й медикаментів, через що відбуваються регулярні спалахи менінгококової інфекції і холери з великим числом смертельних випадків. Доступ до медичного обслуговування ускладнений неплатоспроможністю населення.
На кінець 2001 року число людей, що живуть із ВІЛ, оцінювалося в 390 тис. чоловік (у тому числі 8,3 % від дорослого населення). Тенденція до зниження епідемії ВІЛ у Бурунді, що спостерігалися з кінця 1990-х років, досягла оцінки 3,3 % від дорослого населення, що живуть із ВІЛ, до 2005 році, після чого почало знову рости.

### Освіта

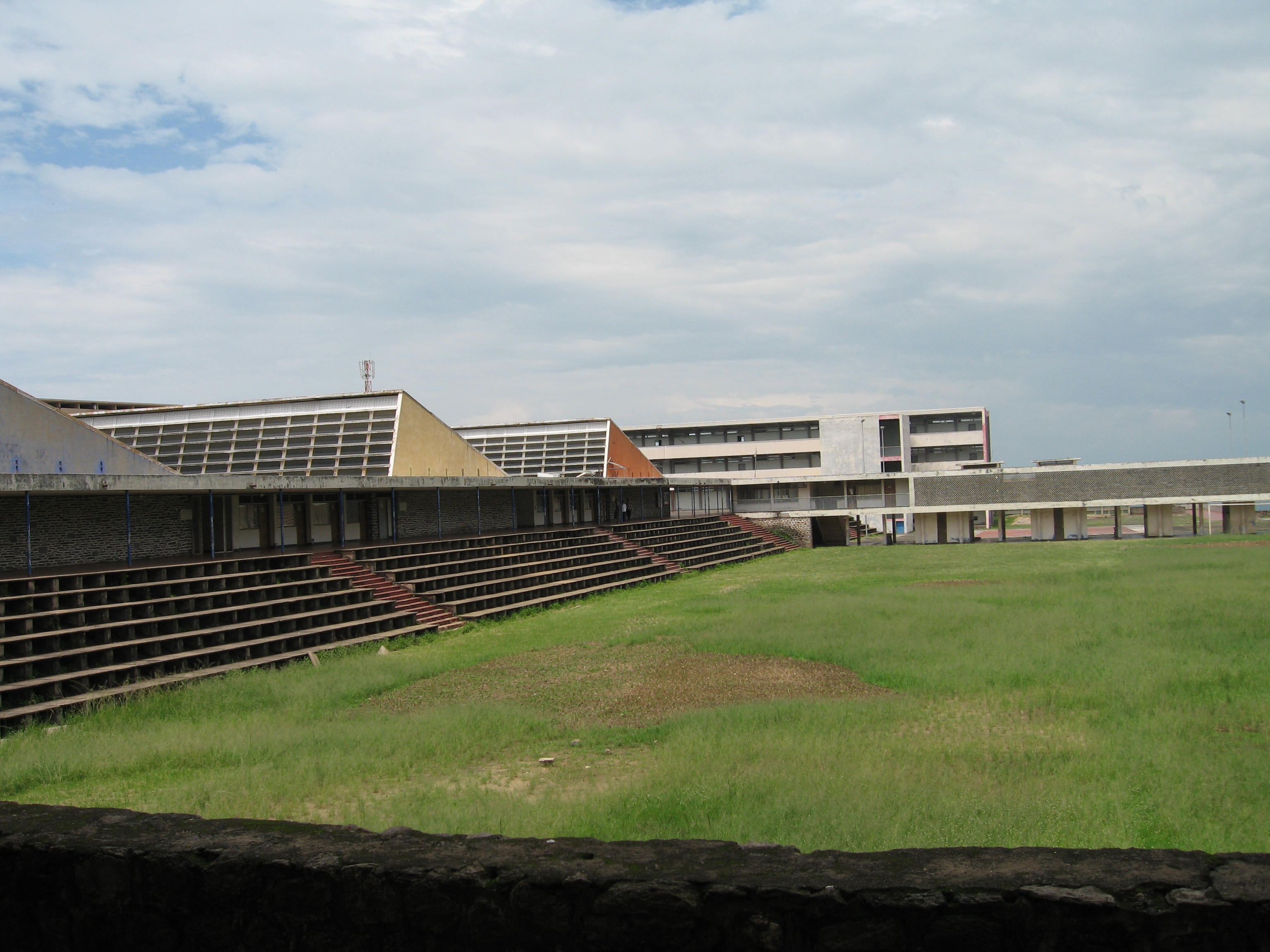
Стадіон університету Бурунді

Рівень писемності в 2006 році становив 59,3 %: 67,3 % серед чоловіків, 52,2 % серед жінок.
Витрати на освіту в 1996 році склали 3,7 % від ВВП, 16,7 % усіх державних громадських видатків.
Освіта є обов'язковою для дітей від 7 до 13 років. Початкова освіта триває 6 років і ведеться на рунді й французькій мові. Навчання в середніх школах триває 7 років, у середньо-професійних навчальних закладах — 5 років. Єдиним вищим навчальним закладам є Університет Бурунді, заснований в 1960 році.
Гострою проблемою в сфері освіти є недостача підготовлених викладацького й персоналу, що адмініструє. Іншою проблемою залишається дискримінація за етнічною ознакою, що виражається в перевазі представників тутсі в середніх навчальних закладах і в університеті.
| Навчальні заклади            | Кількість навчальних закладів | Кількість викладачів | Кількість учнів | Кількість учнів на одного викладача |
| ---------------------------- | ----------------------------- | -------------------- | --------------- | ----------------------------------- |
| початкові школи (7-13 років) | 1 5121                        | 18 889               | 968 488         | 51,2                                |
| середні школи (14-20 років)  | 40051                         | 8 047                | 140 735         | 17,5                                |
| вища освіта                  | 1                             | 669                  | 15 706          | 23,5                                |

1 дані на 1998 рік

### Інтернет
У 2001 році всесвітньою мережею Інтернет у Бурунді користувались 2 тис. осіб. У 2006 році в країні було зафіксовано 60 тис. користувачів мережі Інтернет.

## Культура

### Музика й танці
Музика Бурунді й Руанди дуже схожі, оскільки обидві країни населяють хуту й тутсі. На сімейних зборах співаються пісні імвійно (кір. imvyino) з короткими приспівами й більшим барабанним боєм. Окремі співаки або невеликі групи виконують пісні індірімбо (кір. indirimbo). Чоловіки виконують ритмічні пісні з елементами квішонгора (кір. kwishongora), а жінки — сентиментальні біліто (кір. bilito). Також типовою бурундійською музикою є «спів пошепки».
Основними музичними інструментами є інанга (кір. inanga), ідоно (кір. idono), ікіхусехама (кір. ikihusehama), ікембе (кір. ikimbe) і інших. У житті, барабани відіграють роль не тільки музичних інструментів, але і символів влади й статусу.
Найвідомішим барабанним ансамблем країни є «The Royal Drummers of Burundi», що складається з 20 чоловік, які одержують навички гри на барабанах з покоління в покоління. Починаючи з 1960-х років ансамбль почав виїжджати з концертами в інші країни світу, були випущені альбоми «Batimbo (Musiques Et Chants)» (1991), «Live at Real World» (1993) і «The Master Drummers of Burundi» (1994).
Барабанне виконання часто супроводжується танцями. Одним з відомих бурундійських танців є будемера (кір. Budemera). Танцюристи виконують будемеру в колі, у вождя в руці є коров'ячий хвіст. Співаки під час танцю прославляють весілля, людські відносини, красу жінок і т. д.

### Свята
| дата         | назва                   |
| ------------ | ----------------------- |
| 1 січня      | Новий рік               |
| 5 лютого     | день єдності            |
| 1 травня     | день праці              |
| перехідний   | Вознесіння Ісуса Христа |
| 1 липня      | день незалежності       |
| 15 серпня    | Успіння Святої Марії    |
| 13 жовтня    | день Рвагасоре          |
| 21 жовтня    | день Ндадайє            |
| 1 листопада  | День усіх святих        |
| 28 листопада | день Республіки         |
| 25 грудня    | Різдво                  |

### Засоби масової інформації
Попри те, що в країні офіційно немає ніяких обмежень волі слова, уряд контролює єдину щоденну газету Le Renouveau du Burundi, дві головні радіостанції й телебачення.
Періодичні видання: Le Renouveau du Burundi (Відновлення Бурунді), Ubumwe (Єдність) — урядові газети, Ndongozi (Лідер) — заснована католицькою церквою, Arc-en-ciel (Веселка) — приватна щотижнева газета французькою мовою.
Єдиний телевізійний канал La Radiodiffusion et Television Nationale de Burundi (RTNB) контролюється урядом, веде трансляцію на рунди, суахілі, французькій і англійській мовах. Був заснований в 1984 році і транслює передачі в кольоровому зображенні з 1985 року. Кількість телевізорів на 1000 жителів — 37 (2004).
Радіо є основним джерелом інформації для жителів країни. У Бурунді діють:
Radio Burundi (RTNB) — контролюється урядом, веде трансляцію на рунди, суахілі, французькій і англійській мовах, Bonesha FM — фінансується міжнародними організаціями,
Radio Publique Africaine — частка, фінансується з ООН і інших закордонних джерел,
Radio CCIB+ — фінансується Торговельною палатою Бурунді,
Radio Culture — частково фінансується міністерством охорони здоров'я, Radio Isanganiro [Архівовано 28 квітня 2009 у Wayback Machine.] — частка.
Агентства новин: Agence Burundaise de Presse (ABP) — контролюється урядом, Azania, Net Press [Архівовано 4 лютого 2009 у Wayback Machine.] — частки.

### Музеї та бібліотеки
Зберігся один із численних «палаців» правителів країни — мвамі. У Гітеге перебуває Національний музей (заснований в 1955 році), у якому зберігаються експонати народного мистецтва, історичні документи й предмети, при ньому також функціонує бібліотека. У Східній Африці місто відоме гончарними виробами. Musee Vivant, заснований в 1957 році у Бужумбурі містить експонати, що висвітлюють всі аспекти життя країни.
У Бурунді налічується 60 бібліотек, найбільші з яких розташовані в столиці і її околицях: Публічна бібліотека (27 000 томів), бібліотека Університету Бурунді (192 000), бібліотека Французького культурного центра (33 000 томів).

### Спорт
Бурунді бере участь у літніх олімпійських іграх з 1996 року, посилаючи на них спортсменів-легкоатлетів і плавців. Єдину медаль у скарбничку Бурунді здобув Венусте Нійонгабо, що зайняв перше місце в бігу на 5000 м в Атланті в 1996 році.
Футбольна Асоціація Бурунді (фр. Federation de Football du Burundi) була організована в 1948 року, є членом ФІФА з 1972 році. Молодіжна збірна з футболу кваліфікувалася на Чемпіонат Світу ФІФА для гравців до 20 років в Катарі в 1995 році, де вибула після стадії групового турніру.